# Eugène Rigal
Pour les articles homonymes, voir Rigal.
Eugène Rigal, né le 12 septembre 1898 à Beaumont-de-Lomagne (Tarn-et-Garonne) et mort le 23 avril 1966 à Neuilly-sur-Seine (Seine), est un homme politique français.

## Biographie
Issu de la petite bourgeoisie, Eugène Rigal travaille comme comptable quand il s'engage, en 1928, au sein du petit Parti Démocrate Populaire.
Ayant naturellement rejoint le Mouvement Républicain Populaire à la Libération, il est élu conseiller général de la Seine, dans le canton de Sceaux-est. En 1945, il est en deuxième position sur la liste MRP menée par André Pailleux pour l'élection de la première assemblée constituante, et est élu député.
L'année suivante, en juin, il prend la tête de cette liste après le retrait de Pailleux. Il est réélu, de même qu'en novembre 1946.
A l'assemblée, il se consacre d'abord essentiellement à la question de la nationalisation de la Banque de France, ainsi que, plus généralement, aux questions bancaires, financières et comptables. Fin 1945, il est rapporteur du budget des Caisses d'épargne.
Très actif à partir de 1947, il fait de nombreuses interventions en tribune, dépose de nombreux textes, pour l'essentiel sur les mêmes types de questions que précédemment. Il est à plusieurs reprises rapporteur de projets de loi et de chapitres budgétaires. Sur l'ensemble de ces questions, il défend des positions libérales classiques, plutôt hostiles à l'impôt.
Il se retire de la vie politique en 1951, au profit de Joseph Dumas, et reprend ses activités professionnelles.

## Détail des fonctions et des mandats
Mandats parlementaires
- 21 octobre 1945 - 10 juin 1946 : Député de la Seine
- 2 juin 1946 - 27 novembre 1946 : Député de la Seine
- 10 novembre 1946 - 4 juillet 1951 : Député de la Seine